# Cerkiew św. Paraskewy w Węgierce
Cerkiew św. Paraskewy w Węgierce – filialna cerkiew greckokatolicka, zbudowana w latach 1885–90, znajdująca się w Węgierce.
Po 1947 cerkiew nieużytkowana, potem przejęta i użytkowana przez Kościół rzymskokatolicki. Od 1986 po wybudowaniu nowego kościoła pełni funkcję kaplicy pogrzebowej.
Świątynię wpisano w 2008 do rejestru zabytków.

## Historia obiektu
Cerkiew wzniesiono w latach 1885–90, gdy wieś należała do Dzieduszyckich. Remontowana w 1969 i pozbawiona wtedy zwieńczenia w kształcie hełmu baniastego.
Budowla murowana, z węższym i niższym od nawy prezbiterium, zamkniętym trójbocznie. Od północy dobudowana zakrystia.

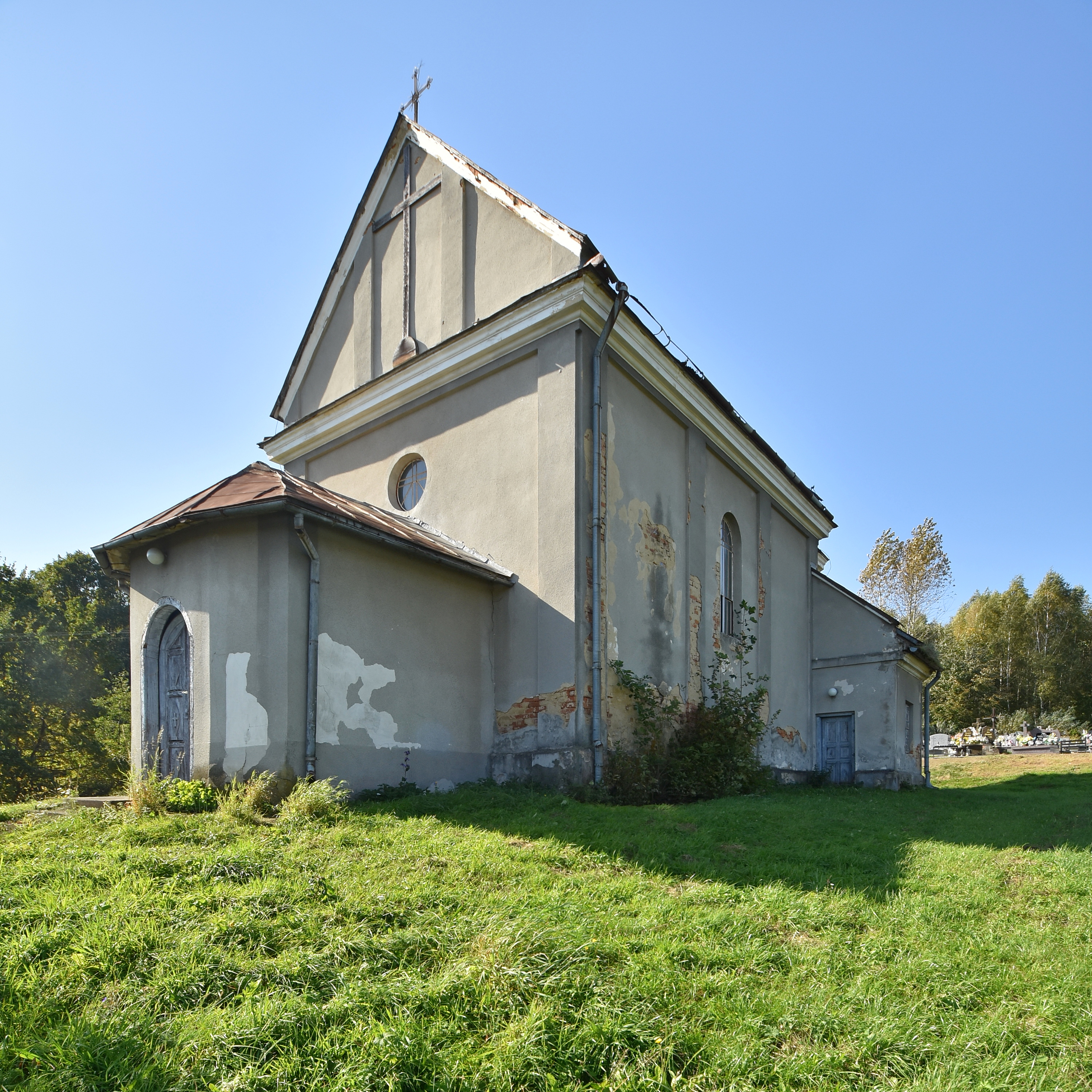
Elewacja boczna
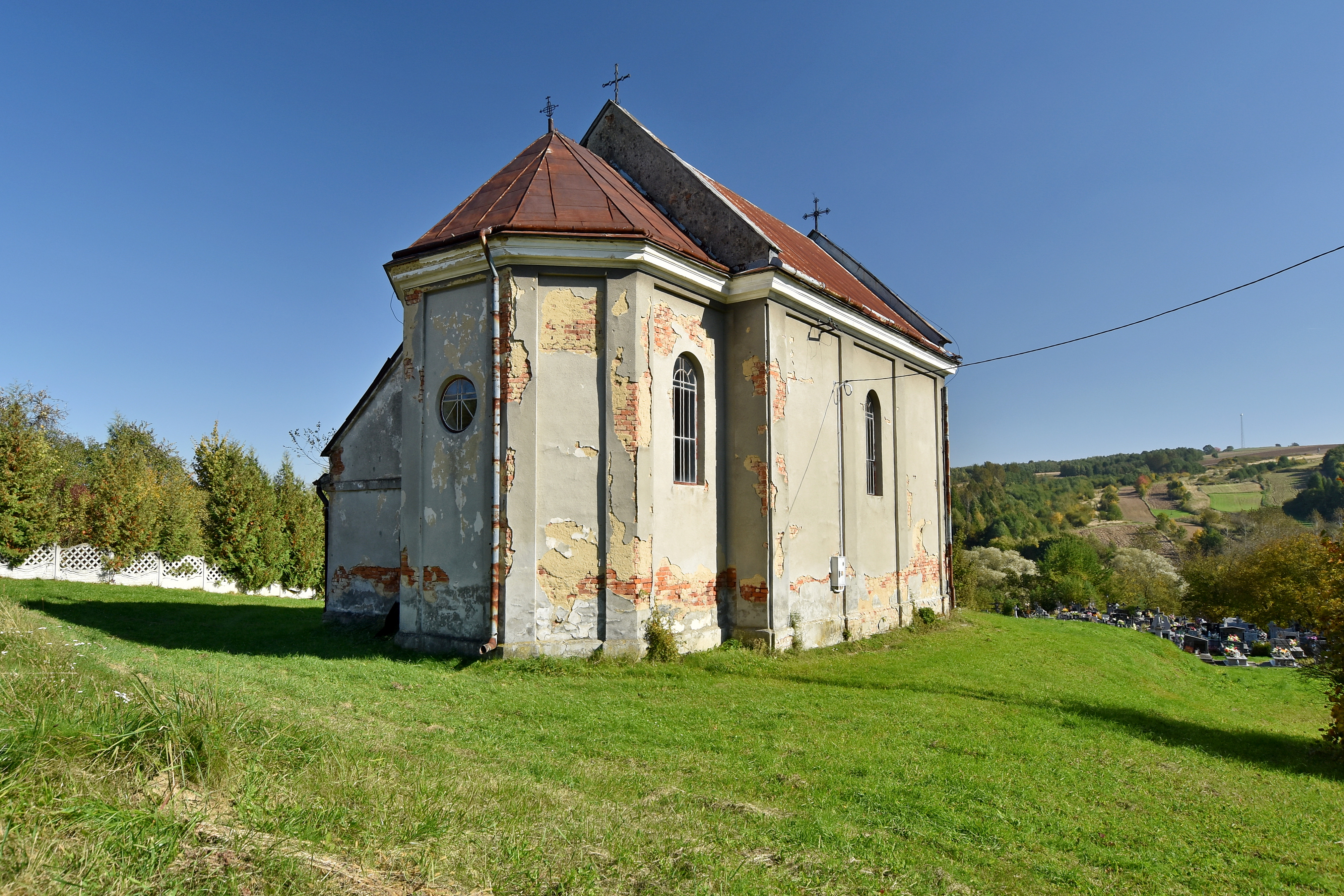
Widok od strony prezbiterium
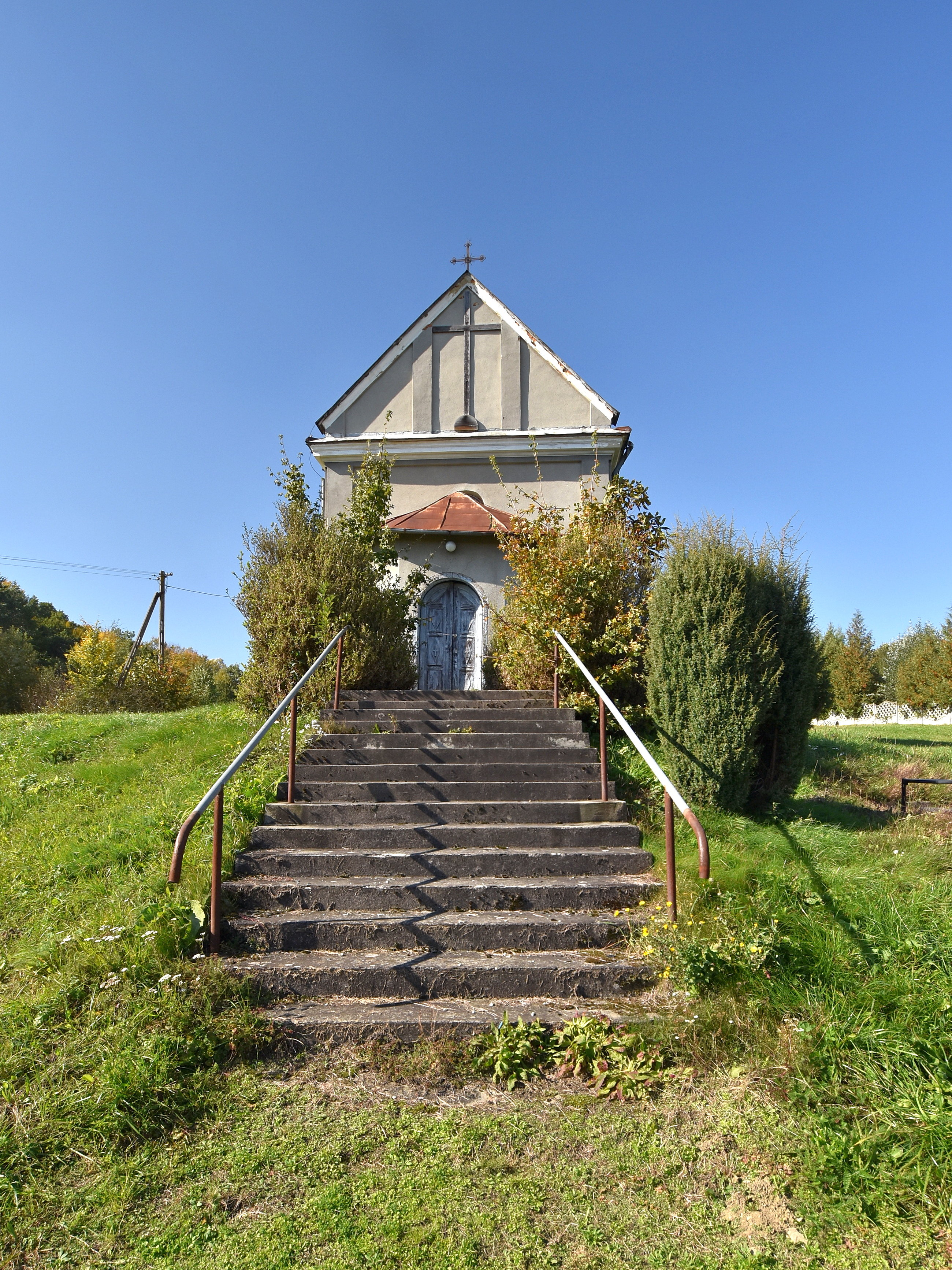
Elewacja frontowa